# Video Kings
Video Kings ist ein deutscher Kinofilm, der im März 2004 gedreht wurde. Besetzt ist er mit zahlreichen bekannten Schauspielern. Da für den Film nur ein minimales Budget zur Verfügung stand, wurde er erst 2007 uraufgeführt.

## Handlung
Flo ist auf seinem Job in einer Videothek sitzen geblieben. Der Laden soll verkauft werden, seine italienische Exfreundin ist angeblich von ihm schwanger, ein Inkasso-Unternehmen fordert Schulden ein. Als er seinen Chef nach mehr Geld fragt, blitzt er ab. Dieser hat ohnehin andere Sorgen. Seine Frau schläft mit einem Anderen – Flo soll herausfinden, mit wem, und ein Überwachungsvideo anfertigen – und die Videothek steht vor dem Abgrund. Die Konkurrenz, vertreten durch den schmierigen Bernhardt, will den Laden aufkaufen. Gegen diesen Bernhardt versucht Flo in einem Spiel dann auch noch Geld zu gewinnen – und verliert alles.
Da verliebt sich Flo in die neue Nachbarin Ramona. Doch sie will zunächst gar nichts von ihm wissen, und auch mit Hilfe seines Kumpels Hotte, einem Proll mit unsäglicher Frisur, ist es schwierig, ihre Aufmerksamkeit zu erlangen.
Als für Ramona in der Videothek ein Video abgegeben wird und dieses mit Flos Überwachungsvideo vertauscht wird, muss gehandelt werden. Vor allem Hotte gerät in Panik, da er der geheimnisvolle Liebhaber ist.
Die beiden Jungs können ihren Chef schließlich davon überzeugen, dass nicht Hotte, sondern Bernhardt dieser Liebhaber ist. In einem erneuten Spiel gegen Bernhardt um erhöhten Einsatz gewinnen die drei Videothekare alles zurück und sanieren die Videothek.
Zuletzt tauchen in der Videothek der Kleinganove Tommy und eine ihn verfolgende Gang, Flos Ex-Freundin samt italienischer Familie und Ramona auf. In diesem Chaos – zwischen der Ex und Ramona hin- und hergerissen – wird Flo von einer Flasche getroffen und fährt in den Himmel auf. Dort trifft er seine Schutzengel und Capt. Red, die ihm erklären, wie er Ramona erobern kann. Zurück in der „Realität“ steht er vor ihr, eine Gitarre schwebt vom Himmel, er singt für sie und gewinnt damit ihr Herz.

## Hintergrund
Der Film wurde am 17. Februar 2007 im Rahmen der Berlinale im Kino Babylon in Berlin-Mitte aufgeführt.
Die offizielle Premiere fand am 22. Juni 2007 in Dortmund statt. Am 6. September 2007 kam der Film im Verleih von Madhouse Pictures GmbH & Co. KG/Barnsteiner-Film in die Kinos. Dort erreichte er 23.823 Zuschauer und konnte 106.903 Euro einspielen.
Das Budget des Films betrug 120.000 Euro.

## Kritiken
„Kleines, freches, anarchisches Independent-Kino made in Germany bietet der abseits aller Fördergremien finanzierte "Video Kings", mit dem Daniel Acht und Ali Eckert ihr Regiedebüt geben und auf jeden Fall vielversprechende Ansätze beweisen. Auch wenn nicht alle Gags zünden, sorgen Cameo-Auftritte (u. a. Til Schweiger, Bela B. und Badesalz), die lustigen Traumsequenzen und der gelungene punkrockige Soundtrack für gute Laune.“

„Trashige No-Budget-Komödie, die sich an ihrem inszenatorischen Minimalismus delektiert und trotz hübscher Einfälle nicht über eine öde Typenparade hinauskommt.“

„Mit "Video Kings" liefern die Regisseure Daniel Acht und Ali Eckert das beste Beispiel dafür, dass gute Unterhaltung keine Frage des Geldes ist.“

## Auszeichnungen
- Jury-Preis des Frankfurter Filmfestivals Lichter Filmtage